# Mary Beaudry
Mary Carolyn Beaudry (1951-20 de octubre de 2020) fue una arqueóloga, educadora y autora estadounidense cuya investigación se centró en la arqueología histórica, la cultura material y la antropología de los alimentos. Fue profesora de Arqueología, Antropología y Gastronomía en la Universidad de Boston (BU).
Beaudry participó en el trabajo de campo arqueológico en Nueva Inglaterra, Virginia, las islas occidentales de Escocia y el Caribe. Fue profesora invitada en la Universidad de Sheffield y en la Universidad de Bristol. Hacia el final de su vida, Beaudry centró sus intereses de investigación en la antropología de los alimentos.
En 2013, Beaudry recibió el premio JC Harrington y la medalla en arqueología histórica, por "una vida de contribuciones y dedicación a la disciplina de la arqueología histórica".
Beaudry murió de complicaciones de una afección cardíaca el 20 de octubre de 2020.

## Educación
Beaudry asistió al College of William and Mary, inicialmente eligiendo una especialización en inglés, con el objetivo de ser escritora. En 1970, se inscribió en una clase de Introducción a la antropología para cumplir con un requisito universitario. Junto con su clase, Beaudry fue invitada por el instructor para unirse a la excavación de un conchero prehistórico en la plantación Maycock.
Durante la excavación, Beaudry ayudó en el descubrimiento de los restos de un niño del siglo XVII. El niño fue desenterrado con un collar de cuentas de cobre y vidrio. Ese descubrimiento fue un punto de inflexión para Beaudry. Después de enterarse de que los arqueólogos pueden investigar el período histórico y no solo la prehistoria, Beaudry decidió seguir una carrera en arqueología histórica y cambió su especialización a Antropología. Beaudry obtuvo una licenciatura en antropología en 1973 y luego pasó a estudiar en Universidad de Brown, obteniendo una maestría del Departamento de Antropología en 1975 y un doctorado en 1980.

## Carrera profesional
En 1980, Beaudry aceptó un puesto como profesor asistente de antropología en la Universidad de Boston donde uno de sus primeros proyectos fue ayudar a crear un nuevo programa de arqueología. Fue ascendida a Profesora de Arqueología y Antropología en la Universidad de Boston en 2004. En 2010, Beaudry asumió el cargo adicional de profesora de gastronomía en el Boston University Metropolitan College.
Beaudry ha colaborado en varios proyectos arqueológicos en Nueva Inglaterra, Virginia, Escocia y el Caribe. A partir de 1985, Beaudry se unió a una excavación de varios años en Boott Mills, un complejo a gran escala de fábricas de algodón de principios del siglo XVIII ubicado en Lowell, Massachusetts. Entre 1986 y 1994, Beaudry trabajó en una excavación en Spencer-Pierce-Little Farm. Su investigación en el sitio se centró en el uso de la tierra, las estructuras, los métodos agrícolas cambiantes y las familias que vivieron en la granja desde 1635 hasta la actualidad.
A partir de 1995, Beaudry trabajó como profesora invitada y realizó trabajos de campo e investigaciones en Inglaterra y Escocia. Fue profesora visitante en el Departamento de Arqueología y Prehistoria de la Universidad de Sheffield. De 1995 a 2000, Beaudry trabajó con James Symonds en el proyecto Flora MacDonald en la isla de Uist en Escocia. El proyecto fue un estudio de varios años con el objetivo de investigar los asentamientos medievales y posmedievales.
"A través de la prospección arqueológica, la excavación y el estudio de los documentos históricos y la tradición oral, el proyecto tenía como objetivo examinar las respuestas de la población de las Hébridas de los siglos XVIII y XIX a los cambios sociales y económicos provocados por la 'Mejora' agrícola y las infames 'Highland Clearances'". El trabajo de campo se llevó a cabo durante seis temporadas desde 1995 hasta 2000.
En 2003, Beaudry fue profesora invitada en el Departamento de Arqueología de la Universidad de Bristol. Posteriormente, se incorporó a un proyecto arqueológico en la isla de Montserrat.

## Publicaciones seleccionadas

### Libros
- Beaudry, Mary C. et al. (2015). Beyond the Walls: New Perspectives on the Archaeology of Historical Households. University Press of Florida. p. 232. ISBN 978-0813061559.
- Beaudry; Metheny, eds. (2015). Archaeology of Food: An Encyclopedia: 2 Volumes. Rowman and Littlefield. p. 702.
- Beaudry, Mary; Parno, eds. (2013). Archaeologies of Mobility and Movement. Springer. p. 265. ISBN 978-1461462101.
- Beaudry; Hicks, eds. (2010). The Oxford Handbook of Material Culture Studies. Oxford University Press. p. 792. ISBN 978-0199218714.
- Beaudry, Mary; Hicks, eds. (2006). The Cambridge Companion to Historical Archaeology. Cambridge University Press. p. 424.

### Revistas
- Beaudry, Mary; Peschel, Emily; Betherd, Jonathan; Carlsson, Dan (2017). «Who resided in Ridanäs?: A study of mobility on a Viking Age trading port in Gotland, Sweden». Journal of Archaeological Science: Reports 13 (13): 175-184. doi:10.1016/j.jasrep.2017.03.049.
- Beaudry, Mary; Natascha, Mehler (2016). «The Material Culture of the ModernWorld». Post-Medieval Archaeology 50 (1): 108-120. doi:10.1080/00794236.2016.1169811.
- Beaudry, Mary; Walker, John; diZerega Wall, Diana (2011). «Poverty in Depth: a New Dialogue». International Journal of Historical Archaeology 15 (4): 629-636. doi:10.1007/s10761-011-0161-y.
- Beaudry, Mary (2001). «Trying to Think Progressively About 19th-Century Farms». Northeast Historical Archaeology 31: 129-142. PMID 20217974. doi:10.22191/neha/vol31/iss1/10. Consultado el 17 de enero de 2018.
- Beaudry, Mary et al. (1983). «A Vessel Typology for Early Chesapeake Ceramics: The Potomac Typological System». Historical Archaeology 17 (1): 18-43. doi:10.1007/BF03374029.

## Reconocimientos
- Premio JC Harrington de Arqueología Histórica 2013.[4]